# Soamanonga
Soamanonga is een plaats en commune in het zuiden van Madagaskar, behorend tot het district Betioky Sud, dat gelegen is in de regio Atsimo-Andrefana. Tijdens een volkstelling in 2001 telde de plaats 8.748 inwoners.
De plaats biedt enkel lager onderwijs aan. 60% van de bevolking werkt als landbouwer en 35% houdt zich bezig met veeteelt. De belangrijkste landbouwproducten zijn suikerriet en rijst; overig belangrijk product is maniok. Verder is 5% actief in de dienstensector.